# Zasłonak różowonogi
Zasłonak różowonogi (Thaxterogaster porphyropus (Pers.) Niskanen & Liimat.) – gatunek grzybów należący do rodziny zasłonakowatych (Cortinariaceae).

## Systematyka i nazewnictwo
Pozycja w klasyfikacji według Index Fungorum: Thaxterogaster, Cortinariaceae, Agaricales, Agaricomycetidae, Agaricomycetes, Agaricomycotina, Basidiomycota, Fungi.
Po raz pierwszy opisał go w 1805 r. Christiaan Hendrik Persoon, nadając mu nazwę Agaricus porphyropus. W 2021 r. Tuula Niskanen i Kare Liimatainen przenieśli go do rodzaju Thaxterogaster. Niektóre synonimy:
- Cortinarius porphyropus (Alb. & Schwein.) Fr. 1838
- Gomphos porphyropus (Alb. & Schwein.) Kuntze 1891

Stanisław Domański w 1955 r. nadał mu polską nazwę zasłonak purpuronożny, Andrzej Nespiak w 1975 r. zmienił ją na zasłonak różowonogi. Obydwie polskie nazwy są niespójne z aktualną nazwą naukową.

## Morfologia
Kapelusz
Średnica 4–8 cm, początkowo półkulisty do wypukłego, następnie rozpłaszczający się, lepki lub kleisty, z nieco włókienkowatymi, higrofanicznymi smugami, ciemniejszymi na brzegu. Powierzchnia bladoochrowa do srebrzystogliniastej, rzadko fioletowo nabiegła, u starszych okazów żółtawoszara do żółtawokremowej. Osłona skąpa, biaława do lekko fioletowawej, zasnówka fioletowa.
Blaszki
Gęste, początkowo fioletowawe do fioletowoszarych, następnie brązowoszare, po zmiażdżeniu silnie barwiący się na fioletowowinno.
Trzon
Wysokość 4–9 cm, grubość 1–1,5 cm, z nieco maczugowatą podstawą, po zmiażdżeniu barwiący się na fioletowowinno. Powierzchnia błyszcząca, w górnej części fioletowawa, u podstawy białoszara.
Miąższ
W kapeluszu i w górnej części trzonu fioletowy, poza tym białawy, po zmiażdżeniu winnofioletowy. Ma miodowy zapach i niewyraźny smak. W reakcji z jodem (np. w płynie Lugola) barwi się intensywnie liliowo.
Cechy mikroskopijne
Wysyp zarodników rdzawobrunatny. Zarodniki elipsoidalne, umiarkowanie brodawkowate, 8,5–10 × 5–6 µm.
Gatunki podobne
Charakterystycznymi cechami zasłonaka różowonogiego są: kleisty kapelusz, którego barwa szybko zmienia się na brązowoszarą oraz po zmiażdżeniu zmiana barwy trzonu i miąższu na fioletowowinną. Bardzo podobny jest zasłonak purpurowiejący (Thaxterogaster purpurascens), który odróżnia się ciemniejszym ubarwieniem, trzonem często wyraźniej bulwiastym i nie jest związany z brzozami. Zasłonak białofioletowy (Cortinarius alboviolaceus) ma niekleisty kapelusz, blaszki, jego trzon i miąższ nie staje się intensywnie liliowy po przecięciu lub zmiażdżeniu.

## Występowanie i siedlisko
Występuje w Ameryce Północnej, Europie i Azji. W piśmiennictwie naukowym na terenie Polski do 2003 r. podano 4 stanowiska, w późniejszych latach podano następne. Znajduje się na Czerwonej liście roślin i grzybów Polski. Ma status E – gatunek wymierający, którego przeżycie jest mało prawdopodobne, jeśli nadal będą działać czynniki zagrożenia.
Naziemny grzyb mykoryzowy. Występuje w lasach liściastych i mieszanych i na polanach, zwłaszcza pod brzozami.
Grzyb niejadalny.